# Griekenland op de Olympische Winterspelen 1972
Tijdens de Olympische Winterspelen van 1972, die in Sapporo (Japan) werden gehouden, nam Griekenland voor de zevende keer deel.

## Deelnemers en resultaten

### Alpineskiën
| Olympiër              | Discipline       | Resultaat | Prestatie                          |
| --------------------- | ---------------- | --------- | ---------------------------------- |
| Panagiotis Alexandris | reuzenslalom (m) | 41e       | 4.05,45 (+55,83) 2.03,05+2.02,40   |
| Panagiotis Alexandris | slalom (m)       | dnf       | opgave                             |
| Georgios Tambouris    | reuzenslalom (m) | 46e       | 4.18,69 (+1.09,07) 2.10,38+2.08,31 |
| Georgios Tambouris    | slalom (m)       | dnf       | opgave                             |
| Spyros Theodorou      | reuzenslalom (m) | 39e       | 4.02,27 (+52,65) 1.58,41+2.03,86   |
| Spyros Theodorou      | slalom (m)       | dnf       | opgave                             |

Argentinië · Australië · België · Bondsrepubliek Duitsland · Bulgarije · Canada · Duitse Democratische Republiek · Filipijnen · Finland · Frankrijk · Griekenland · Groot-Brittannië · Hongarije · Iran · Italië · Japan · Joegoslavië · Libanon · Liechtenstein · Mongolië · Nederland · Nieuw-Zeeland · Noord-Korea · Noorwegen · Oostenrijk · Polen · Roemenië · Sovjet-Unie · Spanje · Taiwan · Tsjecho-Slowakije · Verenigde Staten · Zuid-Korea · Zweden · Zwitserland